# Képessy József (jogász)

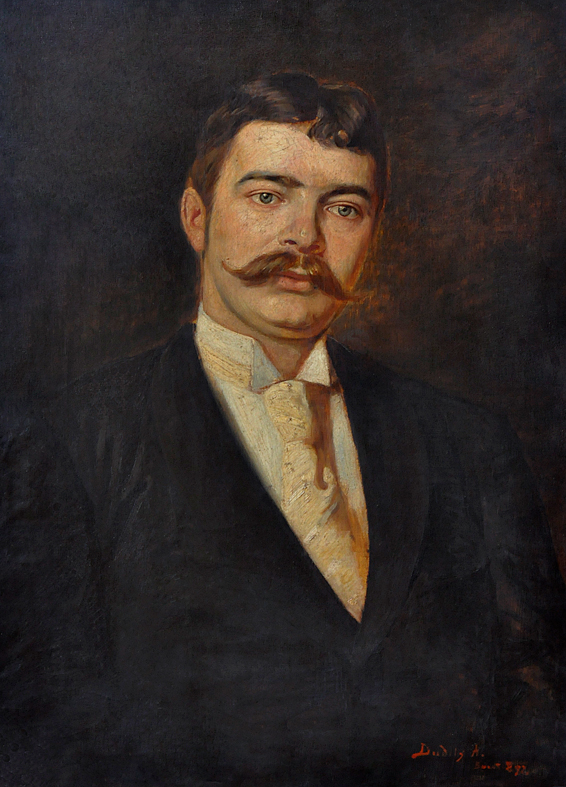
Dudits Andor: Képessy József portréja (1892)

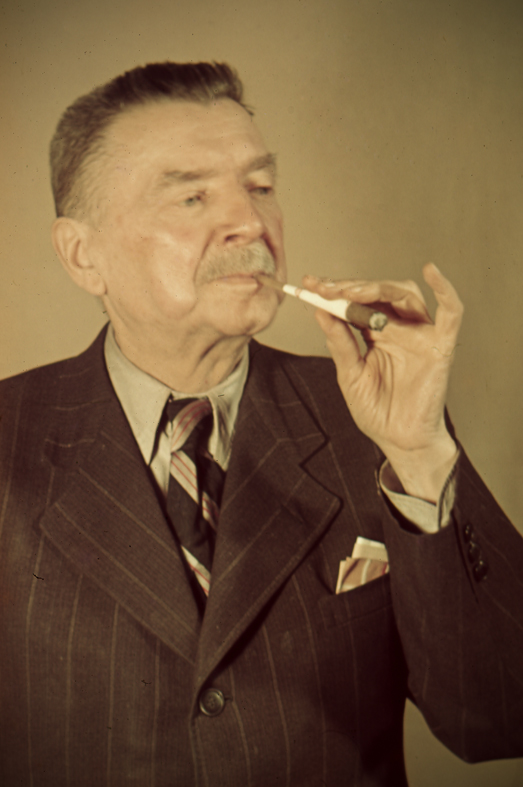
Képessy József portréja (1942 körül)

Bélteki Képessy József, Képessy József Antal (Törökbecse, 1863. december 14. – Budapest, Józsefváros, 1943. június 13.) aranydiplomás jogász, egyike volt a legrégibb sportembereknek.

## Élete
Előkelő földbirtokos család sarjaként, mint Képessy József és Raffay Ottília ötödik gyermeke, Törökbecsén született. 
Már fiatalon a MAC színeiben atletizált és futó -, valamint magasugró versenyeken vett részt. 1897-ben alapító tagja volt a Budapesti Torna Club labdarúgó szakosztályának. Különleges szakértelmének köszönhetően az egyesületnek kilenc éven át az ügyésze is lehetett. Hosszú évtizedeken keresztül majd minden sporteseményen részt vett. Szenvedélyesen rajongott a lóversenyekért, ráadásul kitűnő biliárdversenyzőként sikerkovácsa volt a Bécsben győztes magyar válogatott biliárdcsapatnak. Ekkor tájt lett alelnöke a Karambol Körnek, majd Asbóth Jenő személyes meghívására a MAC „Régi Gárdája” tagjainak sorába lépett. 1928-ban pedig elnöke lett a MILL-bajnokságot nyert Rákóczi TC-nek.
Közismerten lelkes híve, pártfogója volt a képzőművészetnek. Lévén, hogy rokoni szálak fűzték Dudits Andor festő-, illetve Sződy Szilárd szobrászművészhez, így magától értetődött, hogy a Nemzeti Szalon Művészeti Egyesület ügyésze és társasági tagja is legyen.
1907. július 20-án Budapesten, az Erzsébetvárosban feleségül vette a 14 évvel fiatalabb Holzner Mária Viktória Rózát, Holzner Adolf és Weisz Emma lányát. 1938. november 12-én Budapesten házasságot kötött a nála 38 évvel fiatalabb Holzner Lívia Erzsébet Mária Teréziával, Holzner Gyula és Gross Etelka lányával.
Folyamatosan élénk társadalmi életet élt, miközben kevesen tudták róla, hogy majd minden megtakarított és - kötelező jelleggel - hadikölcsönökbe fektetett vagyona az első világháború tragikus befejezése következményeként semmivé foszlott. Többször is mindent a nulláról kezdve szorgalmasan dolgozott, miközben Magyarországot is elérte a nagy gazdasági világválság. Sportemberi mivoltából adódóan sosem adott fel semmit, mégis élete utolsó szakászában egy újabb háborútól való félelem lett rajta úrrá. Előérzete beigazolódott.
Nyolcvanéves korában, a mindig is köztiszteletnek örvendő szakember rendkívüli életének ellentmondásos befejezéseként teljesen elszegényedve halt meg. 1943. június 15-én a Kerepesi úti temetőben helyezték örök nyugalomra.